# 1923년 동아일보기 전국소프트테니스대회

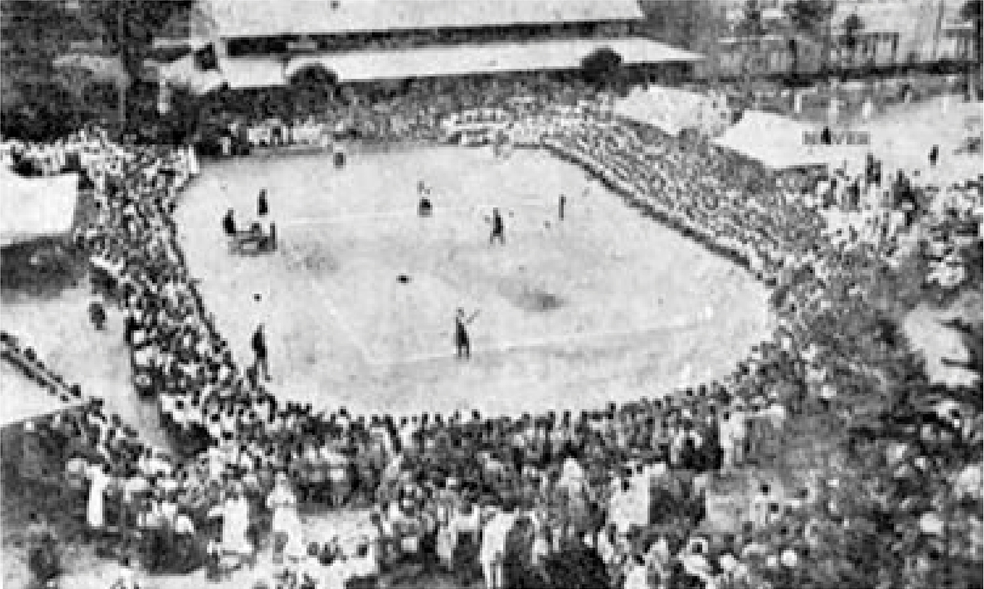
8강 경기 모습

1923년 동아일보기 전국소프트테니스대회는 동아일보기 전국소프트테니스대회의 1923년 시즌 정구 대회이다. 1923년 6월 30일부터 7월 2일까지 일제강점기 조선 경기도 경성부에 있는 경성제일공립고등여학교 운동장에서 개최되었다. 당시 《동아일보》의 보도와 오늘날 대한체육회에서 발간한 《대한민국 체육 100년》에 따르면, 이 대회는 한국 최초의 여자 스포츠 대회로 기록되고 있다.

## 정구단
| 정구단                             | 도시 | 첫 참가 | 횟수 | 선수         | 비고 |
| ---------------------------------- | ---- | ------- | ---- | ------------ | ---- |
| 경성여자고등보통학교 여자 정구단   | 경성 | 1923    | 1    | 불명         |      |
| 동덕여학교 여자 정구단             | 경성 | 1923    | 1    | 불명         |      |
| 배화여학교 여자 정구단             | 경성 | 1923    | 1    | 불명         |      |
| 숙명여자고등보통학교 여자 정구단   | 경성 | 1923    | 1    | 불명         |      |
| 영명여학교 여자 정구단             | 공주 | 1923    | 1    | 불명         |      |
| 정신여학교 여자 정구단             | 경성 | 1923    | 1    | 불명         |      |
| 진명여자고등보통학교 여자 정구단   | 경성 | 1923    | 1    | 문상숙, 불명 |      |
| 호수돈여자고등보통학교 여자 정구단 | 개성 | 1923    | 1    | 불명         |      |

## 경기 결과
|  | 8강                                | 8강                              |                                  |    | 4강 | 4강 |  |  | 결승 | 결승 |
|  |                                    |                                  |                                  |    |     |     |  |  |      |      |
|  | 6월 30일 - 경성                    |                                  |                                  |    |     |     |  |  |      |      |
|  |                                    |                                  |                                  |    |     |     |  |  |      |      |
|  | 진명여자고등보통학교 여자 정구단   | 승                               |                                  |    |     |     |  |  |      |      |
|  | 진명여자고등보통학교 여자 정구단   | 승                               | 7월 2일 - 경성                   |    |     |     |  |  |      |      |
|  | 경성여자고등보통학교 여자 정구단   | 패                               |                                  |    |     |     |  |  |      |      |
|  | 경성여자고등보통학교 여자 정구단   | 패                               | 진명여자고등보통학교 여자 정구단 | 승 |     |     |  |  |      |      |
|  | 6월 30일 - 경성                    |                                  | 진명여자고등보통학교 여자 정구단 | 승 |     |     |  |  |      |      |
|  |                                    | 숙명여자고등보통학교 여자 정구단 | 패                               |    |     |     |  |  |      |      |
|  | 숙명여자고등보통학교 여자 정구단   | 숙명여자고등보통학교 여자 정구단 | 패                               | 승 |     |     |  |  |      |      |
|  | 숙명여자고등보통학교 여자 정구단   |                                  | 7월 2일 - 경성                   | 승 |     |     |  |  |      |      |
|  | 정신여학교 여자 정구단             | 패                               |                                  |    |     |     |  |  |      |      |
|  | 정신여학교 여자 정구단             | 패                               | 진명여자고등보통학교 여자 정구단 | 승 |     |     |  |  |      |      |
|  | 6월 30일 - 경성                    |                                  | 진명여자고등보통학교 여자 정구단 | 승 |     |     |  |  |      |      |
|  |                                    | 영명여학교 여자 정구단           | 패                               |    |     |     |  |  |      |      |
|  | 배화여학교 여자 정구단             | 영명여학교 여자 정구단           | 패                               | 승 |     |     |  |  |      |      |
|  | 배화여학교 여자 정구단             | 7월 2일 - 경성                   |                                  | 승 |     |     |  |  |      |      |
|  | 동덕여학교 여자 정구단             | 패                               |                                  |    |     |     |  |  |      |      |
|  | 동덕여학교 여자 정구단             | 패                               | 배화여학교 여자 정구단           | 패 |     |     |  |  |      |      |
|  | 7월 2일 - 경성                     |                                  | 배화여학교 여자 정구단           | 패 |     |     |  |  |      |      |
|  |                                    | 영명여학교 여자 정구단           | 승                               |    |     |     |  |  |      |      |
|  | 영명여학교 여자 정구단             | 영명여학교 여자 정구단           | 승                               | 승 |     |     |  |  |      |      |
|  | 영명여학교 여자 정구단             |                                  |                                  | 승 |     |     |  |  |      |      |
|  | 호수돈여자고등보통학교 여자 정구단 | 패                               |                                  |    |     |     |  |  |      |      |
|  | 호수돈여자고등보통학교 여자 정구단 | 패                               |                                  |    |     |     |  |  |      |      |

1923년 6월 30일에 진행된 숙명여자고등보통학교 여자 정구단과 정신여학교 여자 정구단 간의 8강 경기는 숙명여자고등보통학교 여자 정구단이 승리하며 준결승에 진출했고, 진명여자고등보통학교 여자 정구단과 경성여자고등보통학교 여자 정구단 간의 8강 경기는 진명여자고등보통학교 여자 정구단이 승리하며 준결승에 진출했다. 배화여학교 여자 정구단과 동덕여학교 여자 정구단 간의 8강 경기는 배화여학교 여자 정구단이 승리하며 준결승에 진출했다. 1923년 6월 30일에 진행된 영명여학교 여자 정구단과 호수돈여자고등보통학교 여자 정구단 간의 8강 경기는 1:1로 비긴 후 일몰로 인해 경기가 7월 2일로 순연되었다. 7월 2일에 이어서 진행된 경기에서 영명여학교 여자 정구단이 승리하며 준결승에 진출했다.
1923년 7월 2일에 진행된 진명여자고등보통학교 여자 정구단과 숙명여자고등보통학교 여자 정구단 간의 경기는 진명여자고등보통학교 여자 정구단이 승리하며 결승에 진출했고,  배화여학교 여자 정구단과 영명여학교 여자 정구단 간의 준결승 경기는 영명여학교 여자 정구단이 승리하며 결승에 진출했다. 결승에서 진명여자고등보통학교 여자 정구단이 영명여학교 여자 정구단을 상대로 승리하며 우승을 차지했다.

## 참고 문헌
- 대한체육회 100주년 기념사업부 (2020). 《대한민국 체육 100년》. 대한체육회. 2023년 9월 21일에 원본 문서에서 보존된 문서. 2024년 5월 17일에 확인함.
- “朝鮮女子庭球大會(조선여자정구대회)”. 동아일보. 1923년 6월 14일.
- “第一回朝鮮女子庭球大會(제일회조선여자정구대회) 時日(시일) 六月三十日午后一時(육월삼십일오후일시)부터”. 동아일보. 1923년 6월 21일.
- “興味(흥미)잇는新試驗(신시험) 女子庭球大會(여자정구대회)”. 동아일보. 1923년 6월 22일.
- “第一回朝鮮女子庭球大會(제일회조선여자정구대회) 時日(시일) 六月三十日午后一時(육월삼십일오후일시)부터”. 동아일보. 1923년 6월 26일.
- “臨迫(임박)한女子庭球大會(여자정구대회)”. 동아일보. 1923년 6월 28일.
- “永明女校遠征(영명여교원정)”. 동아일보. 1923년 6월 29일.
- “東亞日報主催第一回全朝鮮女子庭球大會(동아일보주최제일회전조선여자정구대회)”. 동아일보. 1923년 6월 30일.
- “本社主催朝鮮女子庭球大會(본사주최조선여자정구대회) 斯界(사계)의第一頁(제일혈)”. 동아일보. 1923년 6월 30일.
- “꼿가튼選手一百人(선수일백인)”. 동아일보. 1923년 6월 30일.
- “젼선녀자뎡구대회젼경”. 동아일보. 1923년 7월 1일.
- “謹告(근고)”. 동아일보. 1923년 7월 2일.
- “觀衆無慮二萬(관중무려이만)”. 동아일보. 1923년 7월 2일.
- “東亞日報主催第一回全朝鮮女子庭球大會决勝戰(동아일보주최제일회전조선여자정구대회결승전)”. 동아일보. 1923년 7월 2일.
- “本社主催全鮮女子庭球大會(본사주최전선여자정구대회)의順成(순성)”. 동아일보. 1923년 7월 3일.
- “决勝(결승)을압두고 必勝(필승)을다토는”. 동아일보. 1923년 7월 3일.
- “名譽(명예)의優勝(우승)은進明(진명)에”. 동아일보. 1923년 7월 4일.
- “多大(다대)한賛成(찬성),空前(공전)의盛况(성황) 女子庭球大會(여자정구대회)”. 동아일보. 1923년 7월 5일.